# Romain Febvre
Romain Febvre, né le 31 décembre 1991 à Épinal, est un pilote français de motocross. Il est champion du monde de motocross MXGP en 2015 et quatre fois vainqueur du Motocross des nations.

## Biographie
Il a sa première moto à l'âge de 3 ans et commence des compétitions à l'âge de 6 ans. Il remporte plusieurs titres de champions de Lorraine, mais après une blessure il arrête temporairement le motocross pour se consacrer au supermotard. Il revient en motocross en 2010.
Il devient champion d'Europe EMX2 en 2011 et passe en championnat du monde en 2012. En 2014 il termine troisième du mondial MX2 avec une première victoire en Grand-Prix au Brésil. Il intègre ensuite le team officiel Yamaha Factory en 2015 où il décroche dès sa première année le titre suprême de champion du monde MXGP.

## Classements en championnat du monde de motocross
Sources,,
| Année | Moto      | MX1  | MX2 |
| ----- | --------- | ---- | --- |
| 2012  | KTM       |      | 13e |
| 2013  | KTM       |      | 12e |
|       |           | MXGP |     |
| 2014  | Husqvarna |      | 3e  |
| 2015  | Yamaha    | 1er  |     |
| 2016  | Yamaha    | 4e   |     |
| 2017  | Yamaha    | 6e   |     |
| 2018  | Yamaha    | 6e   |     |
| 2019  | Yamaha    | 9e   |     |
| 2020  | Kawasaki  | 4e   |     |
| 2021  | Kawasaki  | 2e   |     |
| 2022  | Kawasaki  | 14e  |     |
| 2023  | Kawasaki  | 2e   |     |
| 2024  | Kawasaki  | 5e   |     |

## Palmarès
- 2006 : vice-champion de France Supermotard 85 cm3
- 2007 : champion de France Supermotard 125 cm3
- 2011 : champion d'Europe EMX250
- 2012 : début en GP ; remporte le Superbiker de Mettet
- 2014 : troisième en Championnats du monde MX2 et vainqueur du Superbiker de Mettet
- 2015 : rejoint Yamaha Factory Racing et remporte sa première course dans la catégorie reine au Grand Prix de Grande-Bretagne puis son premier Grand Prix en France une semaine plus tard à Villars-sous-Écot. Il devient Champion du monde MXGP à l'issue de cette saison et premier rookie à gagner un championnat sa première participation depuis Antonio Cairoli.
- 2015 : vainqueur du Motocross des nations avec l'équipe de France (Gautier Paulin, Marvin Musquin), il remporte les 2 manches auxquelles il participe.
- 2016 : vainqueur du grand prix des Pays-Bas à Valkenswaard lors des MX GP of Europe chez Yamaha Factory Racing
- Septembre 2016 : vainqueur du Motocross des Nations à Maggriora (Italie), accompagné de Gautier Paulin en Open et Benoît Paturel en MX2.
- Octobre 2017 : vainqueur du Motocross des Nations à Matterley Bassin (Royaume-Uni) accompagné de Gautier Paulin en MXGP et Christophe Charlier en MX2[6],[7]
- 2021 et 2023 : vice-champion du monde MXGP
- Octobre 2023 : vainqueur du Motocross des Nations à Circuit Raymond Demy (Ernée) accompagné de Maxime Renaux en MXGP et Tom Vialle en MX2
- 2025 : vainqueur du Grand Prix de France à Ernée en MXGP (manche des Championnats du monde)